# とくモリ!
『とくモリ!』は、CBCラジオで放送されていた生活情報バラエティーラジオ番組である。放送時間は平日（月 - 金曜日）の昼12:00 - 12:30（JST）。パーソナリティは重盛啓之。

## 概要
トークを中心に、ニュース・ショッピング・法律相談・旅情報・音楽などを届けていた生活情報バラエティー番組。
番組のオープニング・ジングル曲はビートルズの曲から引用している。なお、オープニング曲は「I Want To Hold Your Hand」、ジングルは「Something」である。
なお、東京のニッポン放送で徳光和夫がパーソナリティをつとめている「徳光和夫 とくモリ!歌謡サタデー」とはタイトルこそ似てはいるが、関係ない。

## パーソナリティ
- 重盛啓之（CBCアナウンサー）

### パートナー
どちらもすべてCBCの女性アナウンサーが担当。
- 南部志穂（月曜）
- 渡辺美香（火・水曜）
- 丸山蘭那（木曜）
- 青木まな（金曜）

※「きく!ラジオ」のパートナー編成と同じである。

#### 過去のパートナー
- 占部沙矢香（金曜）

## タイムテーブル
時間はあくまで目安である（ミュージックスクランブルを除く）。
12:05～12:09 中日新聞ニュース
12:09～12:14 日替わりコーナー（愛知県警便り・これは知っ得 法律相談など）
12:14～12:24 ミュージックスクランブル（ニッポン放送制作）
12:24～12:29 快適生活ラジオショッピング
『中日新聞ニュース』と『ミュージックスクランブル』は、当番組終了後も単独番組として放送。